# Заречное шоссе
Заре́чное шоссе́ — улица в микрорайоне «Строитель» Ленинского района Ижевска. Протяжённость — 794 метра. С севера расположена промышленная зона, с юга — жилые кварталы.
Ограничивается улицами Крылова с одной стороны и с другой улицами Пятнадцатой (по направлению к Ижевскому пруду) и Баранова (по направлению к ветеринарной лечебнице). Общее количество домов — 16, участков дорог — 2,
На Заречном шоссе находится Центр занятости ленинского района г. Ижевска, стоматологическая поликлиника.

## История
Улица образовалась в конце XX века в связи с ростом многоэтажной застройки в северной части городка Строителей. В 1990-е годы вдоль южной стороны Заречного шоссе были возведены свыше десятка многоквартирных жилых домов.
В 2013—2014 годах Заречное шоссе было капитально отремонтировано: на всём протяжении улицы был уложен новый асфальт, обустроены автобусные остановки, кюветы для отвода воды, установлено новое уличное освещение.
В 2017 году жители дома № 27 на Заречном шоссе своими силами благоустроили двор своего дома, установив в нём свыше 30 декоративных конструкций и фигур.
В конце 2022 года благодаря усилиям местных жителей на улице открылся сквер, получивший имя «Зелёная пристань».

## Общественный транспорт
По улице проходят маршруты автобусов № 8, 8к, 21, а также маршрутных такси № 353, 363 и 366. На Заречном шоссе расположены 2 автобусные остановки: «Улица Селтинская» и «Переулок Инвентарный».